# Shōma Kamata
Shōma Kamata (jap. 鎌田 翔雅 Kamata Shōma; ur. 15 czerwca 1989) – japoński piłkarz występujący na pozycji obrońcy. Obecnie występuje w Blaublitz Akita.

## Kariera klubowa
Od 2008 roku występował w klubach Shonan Bellmare, JEF United Chiba, Fagiano Okayama, Shimizu S-Pulse i Blaublitz Akita.